# Giovanni Dolfin (Nuntius)

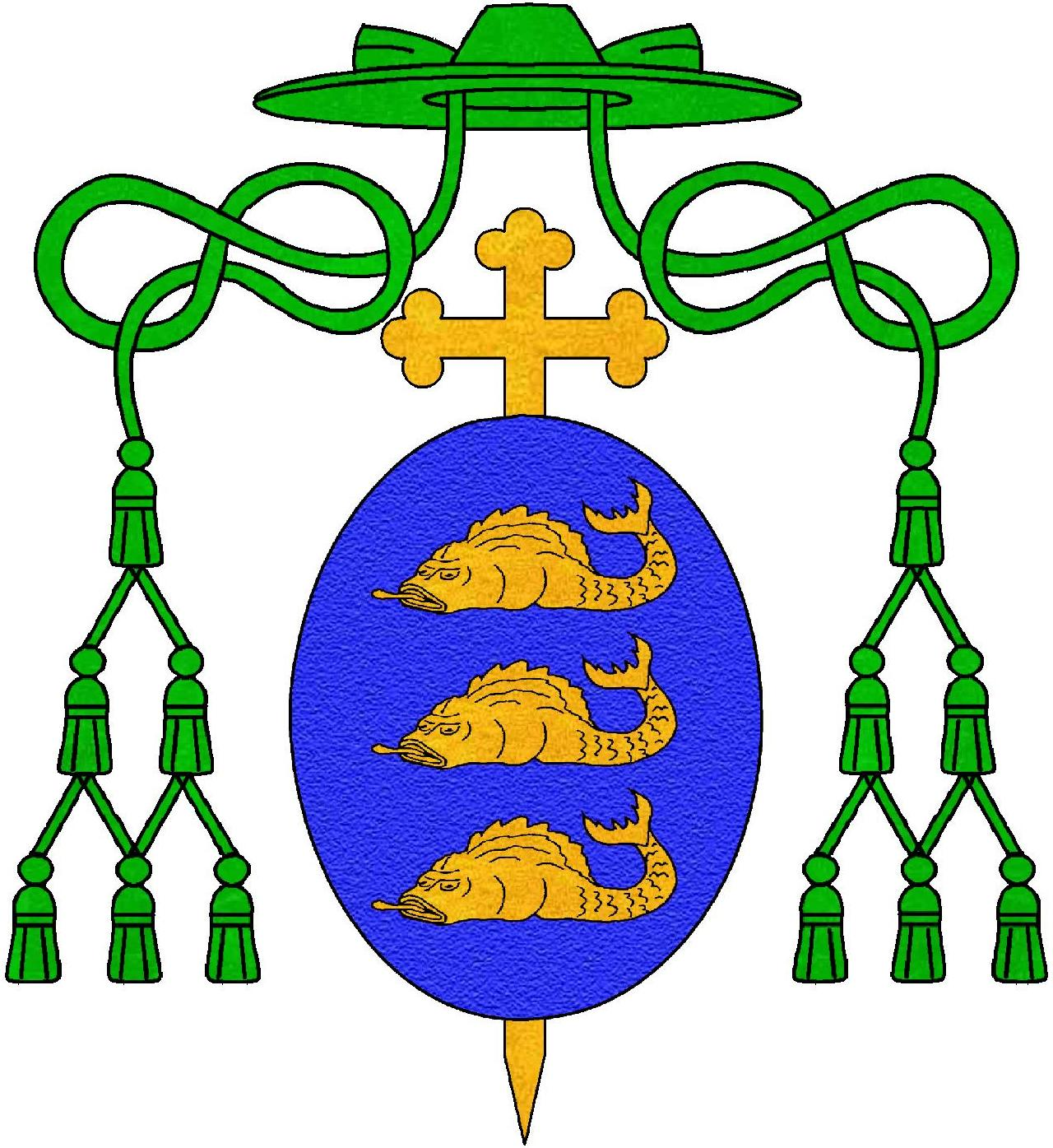
Wappen

Giovanni Dolfin, italianisiert Giovanni Delfino, (* 30. Mai 1529 in Venedig; † 1. Mai 1584 in Brescia) war ein römisch-katholischer Bischof und apostolischer Nuntius.

## Leben
Giovanni entstammte dem venezianischen Patriziergeschlecht Dolfin. Er war der älteste von vier Söhnen des Andrea Dolfin, der dem Rat der Zehn angehörte und Besitzer einer Privatbank war. Während seine Brüder in die Fußstapfen ihres Vaters traten, schlug Giovanni Dolfin eine geistliche Karriere ein. An der Universität Padua studierte er Privat- und Kirchenrecht sowie Theologie. Anschließend ging er nach Rom und nahm im Auftrag von Kardinal Antonio Trivulzio an diplomatischen Missionen teil. Er pflegte enge Kontakte mit den Kardinälen Antonio Carafa und Karl Borromäus. Insbesondere Letzterer übte mit seinem mit gegenreformatorischen Engagement einen bedeutenden Einfluss auf ihn aus und nach Benzoni unterstand Dolfin fast unterwürfig der Autorität Borromäus.
Am 3. Januar 1563 wurde er im Pontifikat von Pius IV. zum Bischof von Torcello ernannt. Als solcher nahm er an der Endphase des Trienter Konzils statt, dem er in den letzten Sitzungen vorstand. Der zeitgenössische Historiker Paolo Paruta beschrieb Dolfin im Bezug auf seine Teilnahme am Konzil als gebildete, informierte, neugierige Person, die auch Interesse für das zivile Leben habe und über eine großzügige Privatbibliothek verfüge. Auch der venezianische Gelehrte Francesco Sansovino rühmte die Liebe Dolfins zu seinen Büchern, die ihn dazu veranlasste sich längere Zeit von seinem Bischofssitz auf Torcello zu entfernen und sich in Venedig aufzuhalten. Von seinen Aufgaben als Bischof hielt ihn aber auch Karl Borromäus ab, der die Unterwürfigkeit Dolfins ausnutzte und ihn mit privaten Geschäften betraute.
Im Schatten Borromäus wurde er mit diplomatischen Aufgaben, die ihn erneut von seiner Kirchengemeinde fernhielten. Vom Oktober 1568 bis Januar 1569 begleitete er Kardinal und Nuntius Giovanni Francesco Commendone auf seiner apostolischen Mission nach Wien. Während sein Ansehen in der Kirche wegen seiner diplomatischen Fähigkeiten wuchs, ging die Privatbank der Familie Dolfin 1570 unter großem Aufsehen bankrott. Giovanni Dolfin muss vom finanziellen Ruin seiner Familie relativ unberührt geblieben sein, da er aus seinem Privatvermögen eine beträchtliche Summe für den venezianischen Feldzug gegen die Türken auf Zypern spendete. Forderungen von Gläubigern der Privatbank seiner Familie stießen bei ihm dagegen auf taube Ohren.
Am 29. Mai 1571 ernannte Papst Pius V. ihn zum Nuntius am Kaiserhof von Maximilian II. Das Amt hatte er noch nach dem Tod Maximilians unter seinem Nachfolger Rudolf II. je nach Quelle bis Dezember 1577 oder April 1578 inne. Nach seiner Ernennung zum Nuntius gingen in Venedig Gerüchte um, er hätte das Amt gekauft, was am Hof in Wien für Irritationen sorgte. Erst nach einer Intervention des Papstes konnten die Gerüchte aus dem Weg geräumt werden. In Wien oblag ihm die Aufgabe Kaiser Maximilian II. auf die Seite der Heilige Liga zu ziehen und ihn zumindest zu einem geheimen Beitritt im Kampf gegen die Türken zu bewegen, worauf der Kaiser allerdings nach seinem 1569 ausgehandelten Friedensschluss mit den Osmanen nicht einging. Wenig Unterstützung bei Maximilian fand er auch im Versuch die Verbreitung des Protestantismus einzudämmen. Erst Rudolf II. kam dem römischen Anliegen nach und förderte nach Dolfin wieder den Katholizismus im Reich. Nach seiner Rückkehr und einem Aufenthalt beim Papst in Rom nahm er im Juli 1578 sein Amt als Bischof von Torcello wieder auf.
In seiner Zeit als Nuntius in Wien weihte er Lambert Gruter, Bischof von Wiener Neustadt, und Tommaso Sperandio Corbelli, Bischof von Trogir.
Am 26. August 1579 wurde er von Papst Gregor XIII. auf den bischöflichen Stuhl von Brescia berufen, um die Nachfolge des kurz zuvor verstorbenen Bischofs Domenico Bollani anzutreten. Sein für die Stadt Brescia kostenaufwendiger Amtsantritt im November des gleichen Jahres ging in die Annalen der Stadt ein. Als Suffraganbistum des Bistums Mailand unterstand Bischof Giovanni Dolfin nun mehr oder weniger direkt dem Mailänder Erzbischof Karl Borromäus. Eine Situation, die zusehends Unbehagen bei Dolfin auslöste, zumal Borromäus seine Amtsführung streng kontrollierte und dabei einige Missstände aufdeckte. Vorgehalten wurde ihm unter anderem sein ausschweifender Lebensstil und das er nur sonntags Gottesdienste abhalte. Borromäus beklagte sich zudem, dass er die Reformbestrebungen der katholischen Kirche nicht oder nicht energisch genug unterstütze. Von der dominanten Persönlichkeit des Mailänder Erzbischofs in die Enge getrieben, nutzte Dolfin jede Gelegenheit sich vom Bistum fernzuhalten. So reiste er im Auftrag des Papstes in diplomatischer Mission 1580 nach Nürnberg und Prag und kehrte nach einem Abstecher in Venedig und Rom erst 1581 nach Brescia zurück. Erbittert nahm er 1583 die von Borromäus unterstützte Kardinalsernennungen des Bischofs von Verona Agostino Valier und des Bischofs von Cremona Niccolò Sfondrati zur Kenntnis, während er nicht berücksichtigt wurde. Am 1. Mai 1584 starb Dolfin nach kurzer schwerer Krankheit in Brescia. Die Sterbesakramente hatte er auf dem Todesbett von Karl Borromäus erhalten. Seine letzte Grabstätte fand er im Alten Dom von Brescia.